# Olomoucké syrečky

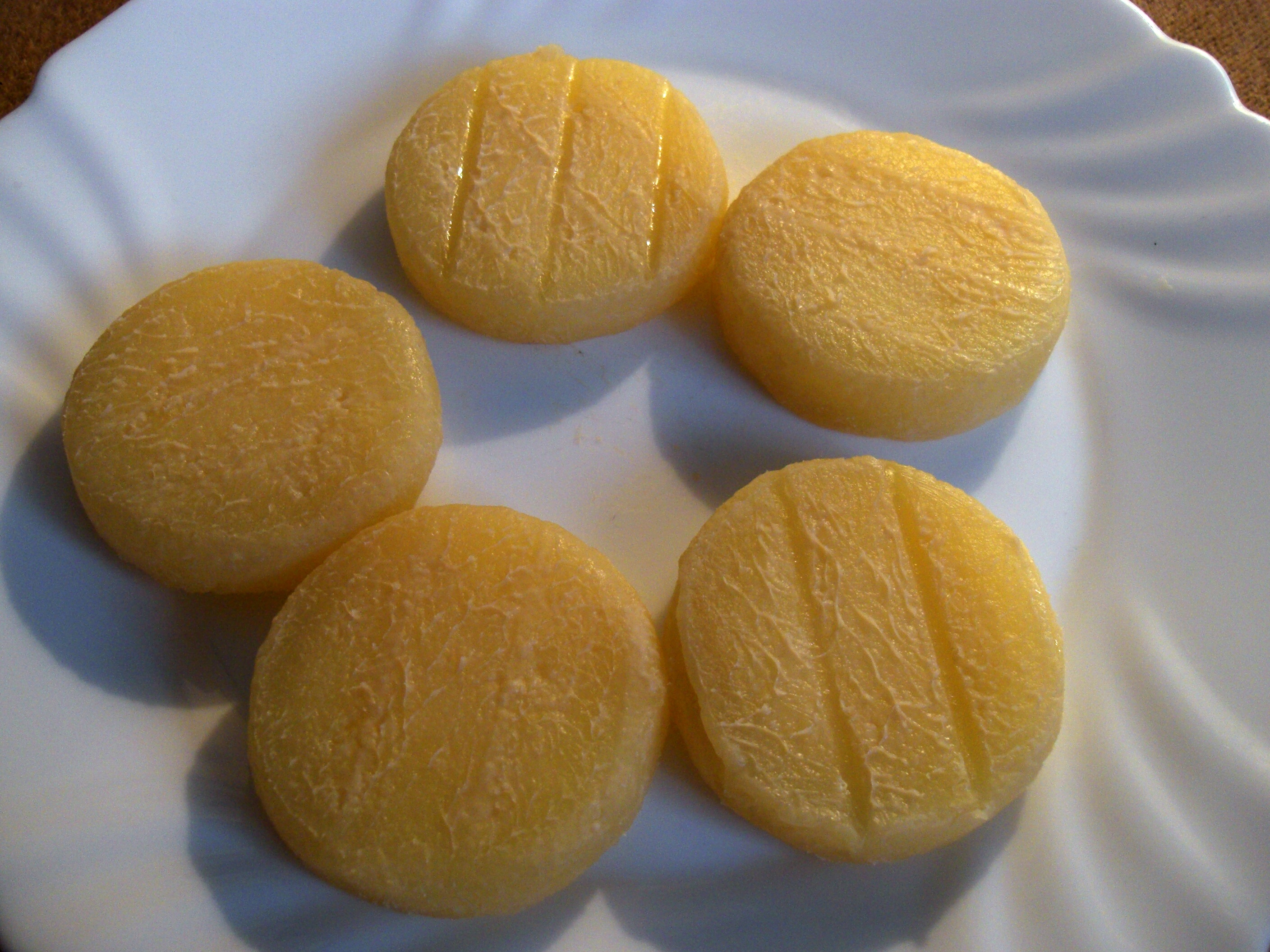
Olomoucké syrečky.

 (signalé en août 2025).
Si vous disposez d'ouvrages ou d'articles de référence ou si vous connaissez des sites web de qualité traitant du thème abordé ici, merci de compléter l'article en donnant les références utiles à sa vérifiabilité et en les liant à la section « Notes et références ».
- Archive Wikiwix
- Bing
- Cairn
- DuckDuckGo
- E. Universalis
- Gallica
- Google
- G. Books
- G. News
- G. Scholar
- Persée
- Qwant
- (zh) Baidu
- (ru) Yandex
- (wd) trouver des œuvres sur Wikidata

L'olomoucké syrečky est un fromage tchèque à pâte molle affiné à Loštice, en Tchéquie, qui est très facile à reconnaître par sa forte odeur et sa couleur jaunâtre. Son nom vient de la ville d’Olomouc, en Moravie.
C'est un fromage au lait de vache écrémé, à pâte molle, à croûte lavée. Il est affiné jusqu'à ce que la croûte devienne jaune d'or. Très apprécié, il est exporté. Il en existe trois formats : un grand spécial, un petit et un pain mince[pas clair] dit ligé. Leur poids varie entre 0,9 et 2 kg. Ce fromage est consommé lorsqu'il prend une teinte rouge clair.
Olomoucké tvarůžky est le seul fromage d’origine tchèque avec un caractère distinctif : son goût âcre. Sa maturation est exclusivement naturelle et ne contient aucun additif chimique. Il ne contient que 0,6 % de matières grasses.
La première mention écrite de ce fromage remonte au XVe siècle et il existe une société de ce fromage depuis 1876 ; un musée lui est consacré à Loštice.